# Ludovico Pepe
Ludovico Pepe (Ostuni, 7 gennaio 1853 – Monopoli, 21 novembre 1901) è stato uno storico italiano.

## Biografia
Di origini molto umili, il Pepe studia presso il Ginnasio di Ostuni, frequenta gli scavi di Pompei e di Egnazia, pur privilegiando sempre gli studi archivistici. Conduce studi personali a Napoli e successivamente insegna a Monopoli e a Benevento. È stato membro della Commissione di Archeologia e Storia Patria di Bari.

## Opere principali
- Da Salamina a Egnazia, Ostuni 1880.
- Per Salvatore Morelli [una lettera inedita del Firenzuola], "Osservatore ostunese", a. 1., n. 30 (1881).
- Perche' Salvatore Morelli nacque a Carovigno?, in "Strenna salentina", 1881, pp. 13-16.
- Notizie storiche ed archeologiche dell'antica Gnathia, Ostuni 1882.
- Una iscrizione messapica rinvenuta in Ostuni, Ostuni, 1882.
- Ostunesi illustri, "Strenna ostunese" 1882, pp. 1-19.
- I documenti per la storia di Villanova sul porto di Ostuni, in "Rassegna pugliese di scienze, lettere ed arti", a. I, n. 3 (1884), pp. 59-62; 115-117; 156-160.
- Le scene della vita romana in Pompei, in "Rassegna pugliese di scienze, lettere ed arti", a. I, n. 3 (1884), p. 137.
- Gli scavi di Pompei: notizie tratte dai documenti originali, Valle di Pompei 1887.
- Memorie storiche dell'antica Pompei, Valle di Pompei 1887.
- Pietro Vincenti. Appunti biografici e bibliografici, in "Rassegna Pugliese di scienze, lettere ed arti" III (1887), pp.
- L'Eunuco e gli Adelfi, commedie di P. Terenzio tradotte in versi da Ludovico Pepe, Trani 1888.
- Il libro rosso della città di Ostuni, codice diplomatico compilato nel 1609 da Pietro Vincenti ed ora per la prima volta pubblicato con altri diplomi e note premesse le notizie bibliografiche del Vincenti da Ludovico Pepe, Valle di Pompei 1888.
- Memorie storico-diplomatiche della Chiesa Vescovile di Ostuni, Valle di Pompei 1891.
- Il Cieco da Forlì cronista e poeta del secolo XVI, notizie e saggi raccolti da Ludovico Pepe, Napoli 1892.
- Nardò e Terra d'Otranto nei moti del 1647-48, Trani 1894.
- Storia della città di Ostuni dal 1463 al 1639, Trani 1894.
- I Veneziani a Brindisi nel 1482, in “Archivio Storico Pugliese” I (1894), pp. 173-176.
- Bona Sforza da maritare, Trani 1895.
- La cattedrale di Sessa Aurunca, Trani 1898.
- Sommario della storia di Ostuni dalle origini al presente; con appendici sulla distruzione di Villanova e sul seggio chiuso della nobiltà di Ostuni, Monopoli 1898.
- Ignazio Ciaia martire del 1799 e le sue poesie, Trani 1899.
- Della vita e degli scritti di Pietro Vincenti: ricerche e documenti, Trani 1899
- Storia della successione degli Sforzeschi negli Stati di Puglia e Calabria e documenti, Commissione provinciale di archeologia e storia patria, Trani 1900.
- Storia della citta di Ostuni dalle origini al 1463, Ostuni 1916 (postumo).

## Onorificenze e commemorazioni
- Biblioteca Comunale Ludovico Pepe - Pompei[4]
- Liceo Scientifico Ludovico Pepe - Ostuni
- il 7 gennaio 1953 la città di Ostuni gli dedica un'epigrafe commemorativa posta sulla facciata del palazzo municipale in Piazza della Libertà.
- il 22 novembre 2001 una seconda epigrafe commemorativa è posta nel chiostro di Palazzo San Francesco.[5]